# Thomas Wilhelmi
Thomas Gerhard Wilhelmi (* 1955 in Basel) ist ein Schweizer Philologe und Hochschullehrer.

## Leben
Thomas Wilhelmi, Germanist und Klassischer Philologe, spezialisierte sich auf Literatur des späten Mittelalters und der Frühen Neuzeit sowie auf Buchkunde und Editionen. 1995 wurde er an der Freien Universität Berlin mit einer Edition der Kleinen Texte von Sebastian Brant promoviert. Seit 1996 ist Wilhelmi Mitarbeiter an der Heidelberger Akademie der Wissenschaften, seit 2017 im Forschungsprojekt Briefwechsel südwestdeutscher Theologen 1550-1620. 2005 wurde er habilitiert. Er ist a.o. Professor für deutsche Philologie der Frühen Neuzeit an der Universität Heidelberg.

## Schriften (Auswahl)
- als Herausgeber: Caspar Heunisch: Haupt-Schlüssel über die hohe Offenbahrung S. Johannis. Nachdruck der Ausgabe Schleusingen, S. Göbel, 1684. Heiber, Basel 1981.
- Sebastian-Brant-Bibliographie (= Arbeiten zur mittleren deutschen Literatur und Sprache. 18/3). Lang, Bern u. a. 1990, ISBN 3-261-04215-X.
- mit Heribert Hummel: Katalog der Inkunabeln in Bibliotheken der Diözese Rottenburg-Stuttgart. (= Inkunabeln in Baden-Württemberg. Bestandskataloge. 1). Unter Mitwirkung von Gerd Brinkhus und Ewa Dubowik-Belka. Harrassowitz, Wiesbaden 1993, ISBN 3-447-03402-5.
- Inkunabeln in Greifswalder Bibliotheken. Verzeichnis der Bestände der Universitätsbibliothek Greifswald, der Bibliothek des Geistlichen Ministeriums und des Landesarchivs Greifswald. Unter Mitarbeit von Konrad von Rabenau und Ewa Dubowik-Belka. Harrassowitz, Wiesbaden 1997, ISBN 3-447-03933-7.
- als Herausgeber: Sebastian Brant: Kleine Texte (= Arbeiten und Editionen zur mittleren deutschen Literatur. Neue Folge, Band 3, 1–3). 2 (in 3) Bände (Band 1, Teilband 1–2: Kleine Texte. Band 2: Noten zur Edition.). Frommann-Holzboog, Stuttgart – Bad Cannstatt 1998, ISBN 3-7728-1898-6 (Zugleich: Berlin, Freie Universität, Dissertation, 1995).
- als Herausgeber mit Claudius Sieber-Lehmann, Christian Bertin: In Helvetios – Wider die Kuhschweizer. Fremd- und Feindbilder von den Schweizern in antieidgenössischen Texten aus der Zeit von 1386 bis 1532 (= Schweizer Texte. Neue Folge, Band 13). Haupt, Bern u. a. 1998, ISBN 3-258-05785-0.
- als Herausgeber mit Stephen E. Buckwalter, Hans Schulz, Christoph Strohm: Martini Buceri opera omnia. Serie 1: Deutsche Schriften. Band 10; 11, 1–3; 13; 16; 18. Gütersloher Verlagshaus Gerd Mohn, Gütersloh 1999–2015.
- mit Albert de Lange: Martin Bucer. (1491–1551). Auf der Suche nach Wiederherstellung der Einheit. Begleitbuch zur Ausstellung im Universitätsmuseum Heidelberg 9. November 2001 – 24. Januar 2002 (= Universitätsarchiv Heidelberg. Schriften. 5). Verlag Regionalkultur, Ubstadt-Weiher 2001, ISBN 3-89735-180-3.
- Martin Crusius. Handschriftenverzeichnis und Bibliographie (= Handschriftenkataloge der Universitätsbibliothek Tübingen. Band 2: Die griechischen Handschriften. Sonderband (2)). Harrassowitz, Wiesbaden 2002, ISBN 3-447-04518-3.
- mit Joachim Knape: Sebastian Brant Bibliographie. Werke und Überlieferungen (= Gratia. 53). Harrassowitz, Wiesbaden 2015, ISBN 978-3-447-10496-8.
- als Herausgeber mit Christoph Strohm: Martin Bucer, der dritte deutsche Reformator. Zum Ertrag der Edition der Deutschen Schriften Martin Bucers (= Heidelberger Akademie der Wissenschaften. Akademie-Konferenzen. 26). Winter, Heidelberg 2016, ISBN 978-3-8253-6723-7.
- als Herausgeber mit Max Graff: „Es labt nur tapfre Zecher, das Heidelberger Faß.“ Heidelberger Trinkpoesie aus vier Jahrhunderten (= Carl-Winter-Universitätsverlag. Jahresgabe. 2017/2018). Winter, Heidelberg 2017, ISBN 978-3-8253-2017-1.
- als Herausgeber mit Max Graff: Heüt wöllen wir werden vol. Trinklieder von Oswald bis Goethe. Renneritz, Sandersdorf-Brehna 2017, ISBN 978-3-940684-25-7.
- mit Joachim Knape: Sebastian Brant Bibliographie. Forschungsliteratur bis 2016 (= Gratia. 63). Harrassowitz, Wiesbaden 2018, ISBN 978-3-447-11152-2.